# Polisportiva Terracina Calcio
Maillots
La Polisportiva Terracina Calcio est le club de football italien basé à Terracina et fondé en 1925.
La couleur de son maillot est blanc et bleu ciel.

## Historique des noms
- 1925-1957 : Società Sportiva Francesco Di Biagio Terracinese
- 1957-1959 : Associazione Sportiva Terracinese Francesco Di Biagio
- 1959-1960 : Unione Sportiva Terracina
- 1960-2004 : Unione Sportiva Terracinese
- 2004-2005 : Associazione Sportiva Terracina
- 2005-2010 : Associazione Sportiva Terracina 1925
- 2010-2012 : Associazione Sportiva Dilettantistica Unione Sportiva Terracina
- 2012-2015 : Società Sportiva Dilettantistica Terracina Calcio 1925
- 2015-2016 : Associazione Sportiva Dilettantistica Città di Terracina
- 2016-2019 : Polisportiva Dilettantistica Terracina Calcio
- 2019- : Associazione Sportiva Dilettantistica Polisportiva Terracina Calcio

## Joueurs et personnalités de l'équipe

### Entraîneurs
- 2014 :  Fabio Celestini

### Joueurs emblématiques
- Enrique Flamini
- Giancarlo Marini
- Carlo Pascucci
- Roberto Policano
- Adelmo Prenna
- Roberto Simonetta
- Alessandro Toti